# ベン・コリンズ (レーサー)
ベン・リーヴズリー・コリンズ（Ben Lievesley Collins、1975年2月13日 - ）は、イギリスのレーシングドライバー。イングランド・ブリストル出身。
レース実績よりも、むしろ後述するテレビ出演歴で有名なドライバーである。

## 略歴
1995年にイギリスのフォーミュラ・ヴォクスホール・ジュニアに参戦してレースデビュー。1996年から1998年にかけてはイギリスF3に参戦したほか、1999年にはインディ・ライツ、2000年にはフランスF3に参戦しているが、目だった成績は残していない。2001年以後は主にスポーツカーレースへ散発的に参戦している。
2003年からは、英国放送協会（BBC）の人気自動車番組『トップ・ギア』において、ペリー・マッカーシーの後を継いで覆面ドライバーのザ・スティグ（2代目）役を務めていたが、2010年9月にイギリス国内で出版された自叙伝において、BBCとの契約に反して「自分がスティグの正体である」ことを明かしたため、BBCとの契約を打ち切られた。しかし、2011年7月放送のシリーズ17エピソード6に出演。”元”スティグと紹介され、番組中でも2代目スティグは彼であったことが公表された。
その後2010年10月には、『トップ・ギア』のライバル番組であるチャンネル5の『フィフス・ギア』の司会者陣に加入し、同番組でスティグ時代とよく似たテストドライバー役を務めている。
映画のスタントドライバーを務めることもあり、特に映画『007』シリーズでは『007 カジノ・ロワイヤル』『007 慰めの報酬』『007 スカイフォール』と3作品連続でスタントドライバーに起用されている。2012年11月には、前述の『トップ・ギア』が「ジェームス・ボンド50周年スペシャル」を放送することになり、同番組に「元スティグのスタントドライバー」として再び登場した。
映画「フェラーリ」(2023)でレーシングドライバーのスターリング・モスを演じた。

## レース戦績

### ル・マン24時間レース
| 年     | チーム              | コ・ドライバー                              | 使用車両                    | クラス | 周回 | 総合順位 | クラス順位 |
| ------ | ------------------- | ------------------------------------------- | --------------------------- | ------ | ---- | -------- | ---------- |
| 2001年 | チーム アスカリ     | ヴェルナー・ルプバーガー ハリ・トイヴォネン | アスカリ・A410-ジャッド     | LMP900 | 134  | DNF      | DNF        |
| 2002年 | チーム アスカリ     | ヴェルナー・ルプバーガー T. J. ベル         | アスカリ・KZR-1-ジャッド    | LMP1   | 17   | DNF      | DNF        |
| 2011年 | RML                 | マイク・ニュートン トーマス・エルドス       | HPD・ARX-01d                | LMP2   | 314  | 12位     | 4位        |
| 2014年 | クローン レーシング | トレーシー・クローン ニクラス・ヨンソン     | フェラーリ・458イタリア GT2 | GTE Am | 325  | 30位     | 10位       |

## 著書
- 『The Man in the White Suit』（2010年、ISBN 978-0007327966）